# 琳州
琳州，唐朝时设置的羁縻州。
天宝前置，治所在羁縻多梅县（今广西壮族自治区宜州市西北）。辖境约相当今广西壮族自治区宜州市西北部。属黔州都督府。北宋淳化元年（990年）改置为怀远军。